# Soriacebus
Soriacebus es un género de monos del Nuevo Mundo de la familia Pitheciidae. Lo integran dos especies extintas que habitaron en el Mioceno de la Patagonia argentina, en el extremo sur de América del Sur.

## Taxonomía
Este género fue descrito originalmente por Fleagle en el año 1987. Se incluye en la subfamilia Callicebinae de la familia de los pitécidos (Pitheciidae), exclusiva del Neotrópico, que comprende 4 géneros vivientes con un total de 43 especies.

### Especies
Este género se subdivide en 2 especies:
- Soriacebus ameghinorum Fleagle et al., 1987

Este simio vivió a comienzos del Mioceno medio, hace 16,4 millones de años, en la «formación Pinturas», en el noroeste de la provincia de Santa Cruz, en el sur de la Argentina.
- Soriacebus adrianae Fleagle, 1990

Este simio vivió a comienzos del Mioceno medio, hace 16,4 millones de años, en la «formación Pinturas», en la localidad de Portezuelo Sumich Sur, en el noroeste de la provincia de Santa Cruz, en el sur de la Argentina.